# Josef Polák (inženýr)
Josef Polák (též Pollak, ? – 4. nebo 17. října 1939 Praha-Nové Město) byl český strojní inženýr, konstruktér, podnikatel a vynálezce židovského původu, průkopník principu tlakového lití kovů ve výrobě, pomocí stroje se studenou komorou. Byl vlastníkem strojírenské firmy Ing. Josef Polák v Praze a drržitelem několika desítek patentů v Československu i v zahraničí.

## Život

### Mládí
Byl synem Josefa Poláka staršího, velkostatkáře, který změnil předmět svého podnikání na opravárenství a prodej zprovozněných obráběcích strojů. Josef Polák mladší v této činnosti pokračoval a posléze mu byla zdrojem příjmů pro jeho další činnost, tj. výzkum a vývoj strojů na tlakové lití. Původně byl zaměstnán u firmy Winter a Klepsch v Praze, poté provozoval vlastní zámečnickou dílnu v Praze-Libni na Balabence, kde své stroje na tlakové lití vyvíjel.

### Tlakové lití
První pokusy s tlakovým litím kovů dělal od začátku dvacátých let 20. století. Navrhl vlastní konstrukční řešení odlévacího stroje, kde byl kelímek s roztaveným kovem oddělen od stroje a tavenina se vlévala do vertikální tlakové komory a stlačeným vzduchem, přičemž byla tlačena do dutiny formy. V Polákově dílně vzniklo v letech 1923 až 1924 první funkční zařízení tohoto typu, kdy byla mosaz vstřikována do formy vzduchem pod tlakem 15 atmosfér (podle jiného zdroje až 60 atmosfér). Zařízení sestávalo z pece vytápěné plynem s kelímkem pro až 50 kg materiálu. Vznikl tak systém tlakového lití Polák, získal řadu patentů, v ČSR patenty č. 13710 v r. 1924 , č. 0030050 v r. 1929 (spoluautor Jindřich Talla, Kleneč), č. 31564 v r. 1930 (spoluautor Jindřich Talla, Kleneč), další patenty získal v Německu, USA, Velké Británii, Itálii či ve Švédsku. Od r. 1929 spolupracoval  s rakovnickou firmou Ing. J. Vltavský. Jeho výrobu Ing. Polák svěřil továrně J. Vltavského, sám se pak věnoval dalšímu vývoji licích strojů, styku se zákazníky a prodeji. Při předvádění svých licích strojů na veletrhu v Lipsku v r. 1930, Ing. Polák vyvolal veliký zájem odborníků, a dále pak v r. 1931 na veletrhu v Miláně, kde předváděl svůj stroj pro tlakové lití mosazi. Roku 1937 firma vyvinula stroj pro tlakové lití, typ CLP 408/2. Československo se tak ve 20. a 30. letech 20. století stalo přední zemí v oboru tlakového lití.
Zůstává nejasné, kde se do r. 1934 (kdy koupil tovární objekt v Praze Holešovicích) továrna Ing. Poláka nacházela, neboť již koncem dvacátých let musel mít větší provozovnu, než jen zámečnickou dílnu na Balabence. V té době již zaměstnával vysokoškolsky vzdělané odborníky (Ing. Willibald Venus od r. 1931, Ing. Rudolf Březina od r. 1931 prokurista firmy), a své stroje licí prodával i do zahraničí. Podle patentní přihlášky z r. 1922, Ing. Polák uvádí své působiště v Praze-Smíchově, a pramen uvádí Nebrichtovu továru v seznamu továren rovněž na Smíchově. Avšak jiné prameny uvádějí (koupě a stěhování až v r. 1934) někdejší Nebrichovu továrnu na pletiva v Holešovicích v Dělnické ul. č. 1061/63 (přestavěna roku 2019).
Mimo odlévacích strojů se firma zabývala i další strojírenskou činností, mj. servisem automatického promazávacího systému automobilů.

### Úmrtí
Po začátku německé okupace Čech, Moravy a Slezska v březnu 1939 byl Polák pro svůj židovský původ záhy vyhnán ze své firmy a s rodinou i ze svého domu na pražské Ořechovce. V Polákově továrně následně získal hlavní slovo Němec Ing. Willibald Venus, (10. 2. 1908 - 28. 03. 2002). Na podzim toho roku sice získal povolení k emigraci, patrně za svým starším synem, kterému se již podařilo dostat se do Spojeného království. V noci 17. října (podle jiného pramene 4. října) 1939 v hotelu Ambassador v Praze, kde naposledy nocoval, však zemřel, jen pár hodin před stanoveným odjezdem do exilu.

### Po smrti
V tlakovém lití (v porovnání s ostatním světem) v neobvyklých množstvích a oborech, jako radiotechnické a navigační přístroje, elektronika pro vybavení letadel, válečných lodí a armády, vyniklo v letech 1935-1945 Nacistické Německo. Užívalo tuto technologii v obrovském množství typů i počtu výrobků, a to i v případech, kdy se v jiných státech používalo lisování z plechu. Německé továrny pro účely elektroniky a radiotechniky vyvinuly neobvyklé a převratné prostorové uspořádání přístrojů - průkopníkem byla firma LORENZ A. G., postupně se přidávaly firmy Telefunken, AEG, Siemens, SABA, a další. Vytvářely tak výrobky mimořádné technologické úrovně a kvality provedení. Firmy vyrábějící pro uvedené použití odlitky (Nüral, Mahle a další), ve velké míře používaly stroje firmy Polak Praha, nebo jejich kopie. Dokumentuje to spis dvou amerických odborníků, zkoumajících strojní vybavení a technologie tlakového lití továren v obsazeném Německu roku 1945. V tom se ukazuje obrovský světový vliv invence a píle Ing. Josefa Poláka.
V roce 1945 byla Polákova továrna znárodněna.

### Rodina
S manželkou počali dva syny a dceru. Z rodiny Polákovy přežil následky holokaustu pouze starší syn, který stačil včas odjet do Británie. Zde posléze založil firmu na tlakové lití pod názvem Proma (Progress Maschienen). 